# Allucinazione (racconto)
Allucinazione (Hallucination) è un racconto di fantascienza di Isaac Asimov pubblicato per la prima volta nel 1985, sui numeri di febbraio – aprile della rivista Boys' Life.
Successivamente è stato incluso nell'antologia Gold. La fantascienza allo stato puro (Gold: The Final Science Fiction Collection) del 1995, tradotta in italiano lo stesso anno.
La trama di Allucinazione è simile a quella del romanzo Nemesis dello stesso autore.

## Trama
La storia è ambientata nel futuro sul pianeta Energy, un pianeta roccioso simile alla Terra in orbita attorno a una stella di neutroni della via lattea. Tutti i personaggi sono umani, come la maggior parte dei personaggi di Asimov, eccetto gli insettoidi extraterrestri. La storia è divisa in tre parti.
Nella prima parte, il quindicenne Sam Chase arriva riluttante sul pianeta Energy per un servizio militare di tre anni mentre viene formato in ingegneria gravitazionale. Chase sperava di seguire neurofisiologia ma il Computer Centrale lo ha assegnato a ingegneria gravitazionale per aiutare i tecnici militari a imbrigliare l'energia della stella di neutroni. Il giorno del suo arrivo incontra il dottor Donald Gentry e apprende che la gente ha delle allucinazioni sotto il Dome.
Nella seconda parte, Chase incontra e conosce gli Insettoidi, mentre nella terza parte convince il comandante a rispettarli.